# No Apologies
Pour plus de détails, voir Fiche technique et Distribution.
No Apologies est un film documentaire collectivement réalisé par Aladin Dampha, Ebuka Anokwa, Lionel Rupp, Lucas Grandjean, Lucas Morëel, et Mamadou Bamba, et est produit par Zooscope et le collectif Kiboko,. Il décrit le racisme subi par les migrants africains à Lausanne.

## Synopsis
Tourné à la suite de la mort de Mike Ben Peter, migrant nigérian, lors d'une interpellation en 2018, le documentaire donne la parole à plusieurs migrants africains en situation précaire vivant à Lausanne. Ils évoquent les difficultés de leur vie quotidienne, liées à la précarité et aux contrôles policiers vécus comme abusifs. Le film montre leurs réflexions et leur analyse sur leur situation aussi bien que leurs plaisanteries liées à la vie courante. Certains d'entre eux témoignent masqués, d'autres à visage découvert.

## Fiche technique
- Réalisation[7], écriture, textes : Aladin Dampha, Ebuka Anokwa, Lionel Rupp
- Production : Lucas Grandjean
- Logistique : Lucas Morëel
- Poésie : Mamadou Bamba
- Son : Erika Nieva da Cunha, Cédric Simon
- Durée : 50 minutes
- Langue : Français et Anglais